# Mandar
Mandar (Mandargiri) és una muntanya de poca alevació (uns 250 metres) al districte de Bhagalpur a Bihar a 24° 50′ 25″ N, 87° 04′ 41″ E / 24.84028°N,87.07806°E famosa pel seu caràcter de sagrada pels hindús; està formada per una massa de granit amb alguns dipòsits d'agua excavats a la pedra i una figura de serp esculpida; es puja per unes escales tallades a la roca.